# دی‌دی تراتر
دی‌دی تراتر (انگلیسی: DeeDee Trotter؛ زادهٔ ۸ دسامبر ۱۹۸۲) یک دونده اهلِ ایالات متحده آمریکا است. تراتر قهرمانِ سابقِ ملّی در رشتهٔ ۴۰۰ متر در بازی‌های المپیکِ تابستانی در سال‌های ۲۰۰۴، ۲۰۰۸ و ۲۰۱۲ و برندهٔ دو بار مدال طلای المپیک رشتهٔ ۴ × ۴۰۰ متر است. تراتر همچنین یک مدلِ تناسب اندام و بنیانگذار سازمانِ غیرِ انتفاعیِ مرا آزمایش کنید! من پاک هستم! است که هوادار دو و میدانی بدونِ موادِ نیروزا است.

## زندگی‌نامه
تراتر در توئنتی ناین پالمز، کالیفرنیا در تاریخ ۸ دسامبر سال ۱۹۸۲ زاده شد. او در دیکاتر، جورجیا و در سال ۲۰۰۱ از دبیرستان فارغ التحصیل شد. دی‌دی در تیم دوندگی و تیم بسکتبال عضو بود و رشته‌های ۲۰۰ متر و ۴۰۰ متر را هم در دبیرستان مهارت یافت.